# Anomochilus monticola
Anomochilus monticola (лат.) — вид змей из семейства Anomochilidae. Эндемик северной части острова Калимантана, где пока обнаружен только в малайзийском национальном парке «Кинабалу».

## Описание
Вид описан недавно и известен всего по трём экземплярам. Обитает в горных лесах на высотах 1450—1513 м над уровнем моря. Предположительно, живёт в норах.
Достигает длины не менее 509 мм. Голова не отделена от тела. Змея имеет маленькие, диаметром всего в 1,2 мм, глаза и короткий хвост.